# ギターポップ
ギターポップとは音楽ジャンルのひとつ。アコースティック・ギターもしくは歪みの少ないエレクトリック・ギターを中心に奏でられる洗練されたロックという意味合いが強い。
日本国外ではIndie pop（インディー・ポップ）として知られ、アメリカではtwee pop（トゥイー・ポップ）又はtwee music（トゥイー・ミュージック）として知られる。

## 概要
もともとは、イギリスのインディーズシーンから発生したポストパンクに位置する音楽ジャンルである。特にスコットランドのグラスゴーは後述するアズテック・カメラ、ザ・パステルズやザ・ブルーベルズなど1980年代から良質なギターポップバンドが数多くおり、1990年代にティーンエイジ・ファンクラブやベル・アンド・セバスチャンなどによって注目を集め、現在に至るまでギターポップシーンやパワー・ポップシーンの代名詞として捉えられる。日本国内ではネオアコと並記で「ネオアコ/ギターポップ」と総称されることが多い。日本国外ではアズテック・カメラ、オレンジ・ジュースがこのジャンルの代表的存在である。日本国内ではフリッパーズ・ギターがこうした海外インディーズの音楽を取り入れ紹介した事でこのジャンルの先駆けとして著名であり、その活動は1990年代前半に流布した「渋谷系」にも通ずる。それにつづくブリッジ、カジヒデキも同じく日本国内のギターポップの代表的存在となっている。

## 主なアーティスト
- フリッパーズ・ギター
- ブリッジ
- カジヒデキ
- advantage Lucy
- テトラプルトラップ
- DOG HAIR DRESSERS
- スネイル・メイル[10]
- クレイロ[11]